# کوهستان لوما
کوهستان لوما (انگلیسی: Loma Mountains) مرتفع‌ترین رشته‌کوه در سیرالئون است. بلندترین قله آن کوه بینتومانی است که ۱۹۴۵ متر (۶۳۸۱ فوت) بلندا دارد.
این منطقه از سال ۱۹۵۲ به عنوان ذخیره‌گاه جنگلی شکارممنوع تعیین شده‌است. این منطقه ۳۳ هزار و ۲۰۱ هکتار مساحت دارد.